# توماس كولمان
توماس كولمان (بالإنجليزية: Thomas Coleman)‏ هو مصرفي وسياسي أمريكي، ولد في 16 يونيو 1808 في بارنستابل في الولايات المتحدة، وتوفي في 29 أغسطس 1894 في تروي في الولايات المتحدة. حزبياً، نشط في الحزب الجمهوري. وقد انتخب عضو جمعية ولاية نيويورك وانتخب عضو مجلس ولاية نيويورك.